# آقطی سرخ
آقطی سرخ (نام علمی: Sambucus racemosa) نام یک گونه از سرده آقطی است.
در اغلب کشورها به‌ویژه در دامنه‌های منتهی به جنگل‌های وسیع کشورهای اروپایی انتشار دارد و در ایران به صورت پرورشی کاشته می‌شود.
طبق نظر حکمای طب سنتی طبیعت آن سرد و خشک است. بخش مورد استفاده آن پوست ساقه، برگ و میوه است. به‌طور معمول پوستِ ساقه (پوست ثانوی) و برگ را به صورت دم کرده یا جوشانده استفاده می‌کنند. در طب سنتی از میوهٔ آن کمتر استفاده می‌شود.

## مشخصات ظاهری
آقطی سرخ درختچه‌ای است به ارتفاع حدود ۴ متر با برگ‌هایی مرکب از چندین برگچهٔ دندانه‌دار، بیضی شکل و دراز، گل‌هایش سفیدِ مایل به سبز و مجتمع به صورت خوشه‌های منشعب و میوه آن قرمز مرجانی است.

## ترکیبات شیمیایی و مواد موجود
ساکارز، ماده روغنی، اولئیک اسید، پالمیتیک اسید، آراشیدیک اسید و در میوه آن آب، کالری، پروتئین، مواد چرب، هیدروکربنات‌ها، ویتامین‌های مختلف K، رایبوفلاوین، نیاسین، ویتامین C و غیره در آن تشخیص داده شده‌است.

## خواص درمانی
ضد تب و برطرف کننده درد و ناراحتی‌های گلو، ضد نفخ و رفع‌کننده سوءهاضمه، مسهل، ادرارآور و معرق قوی، ضد عفونی کننده و از بین برنده میکروب (هلیکوباکتر) در معده، مسکن دردهای عمومی بدن و دفع کننده سنگ کیسه صفرا می‌باشد. در استعمال خارجی ضماد برگ‌ها مسکن دردهای ناشی از پیچ‌خوردگی مفاصل و کوفتگی‌ها می‌باشد. خواص درمانی اقطی سرخ نسبت به گونهٔ آقطی سیاه ضعیف‌تر است و در طب سنتی کاربرد قابل توجهی ندارد و برای درمان بیماری‌ها کمتر از آن استفاده می‌شود.

## نگارخانه

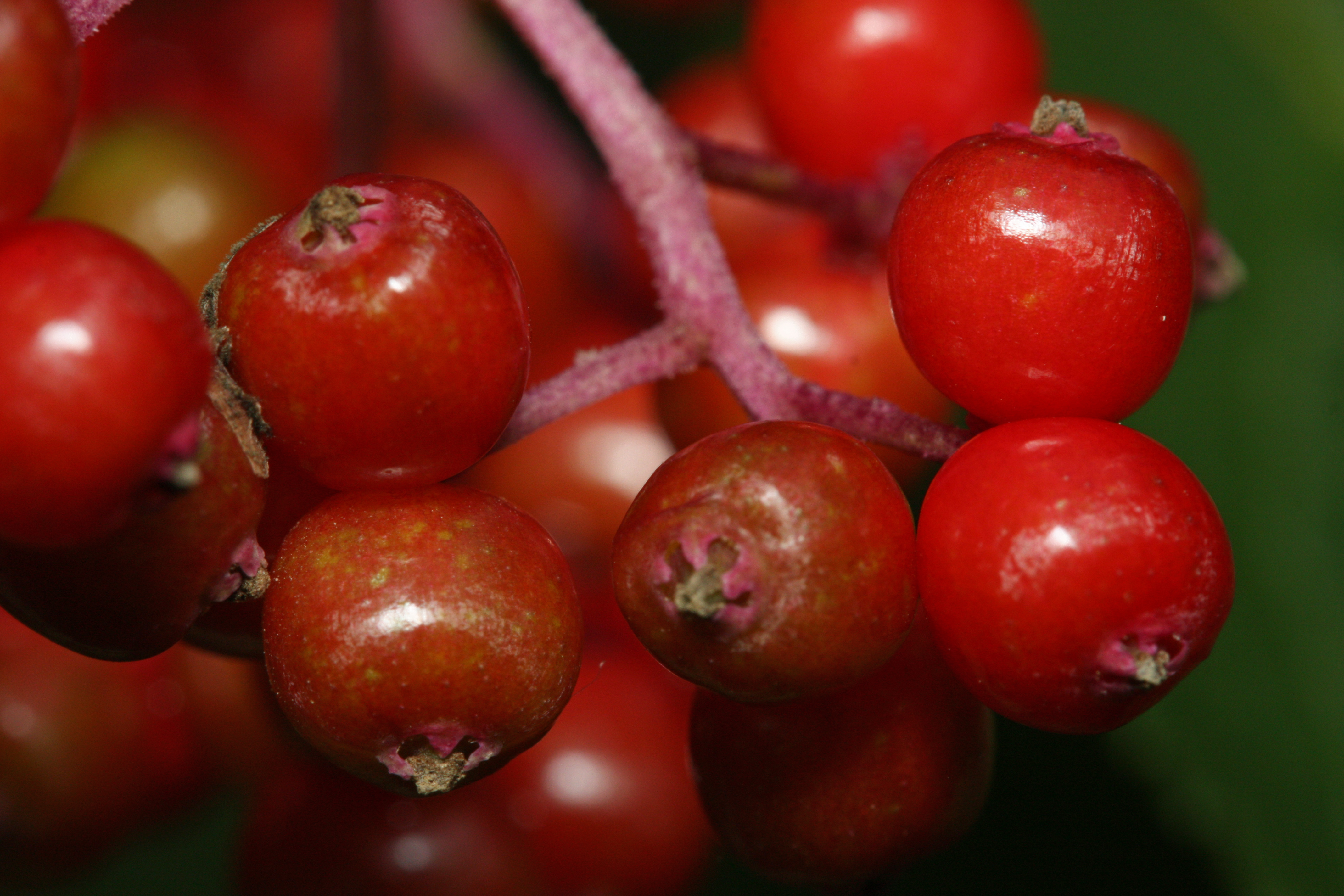
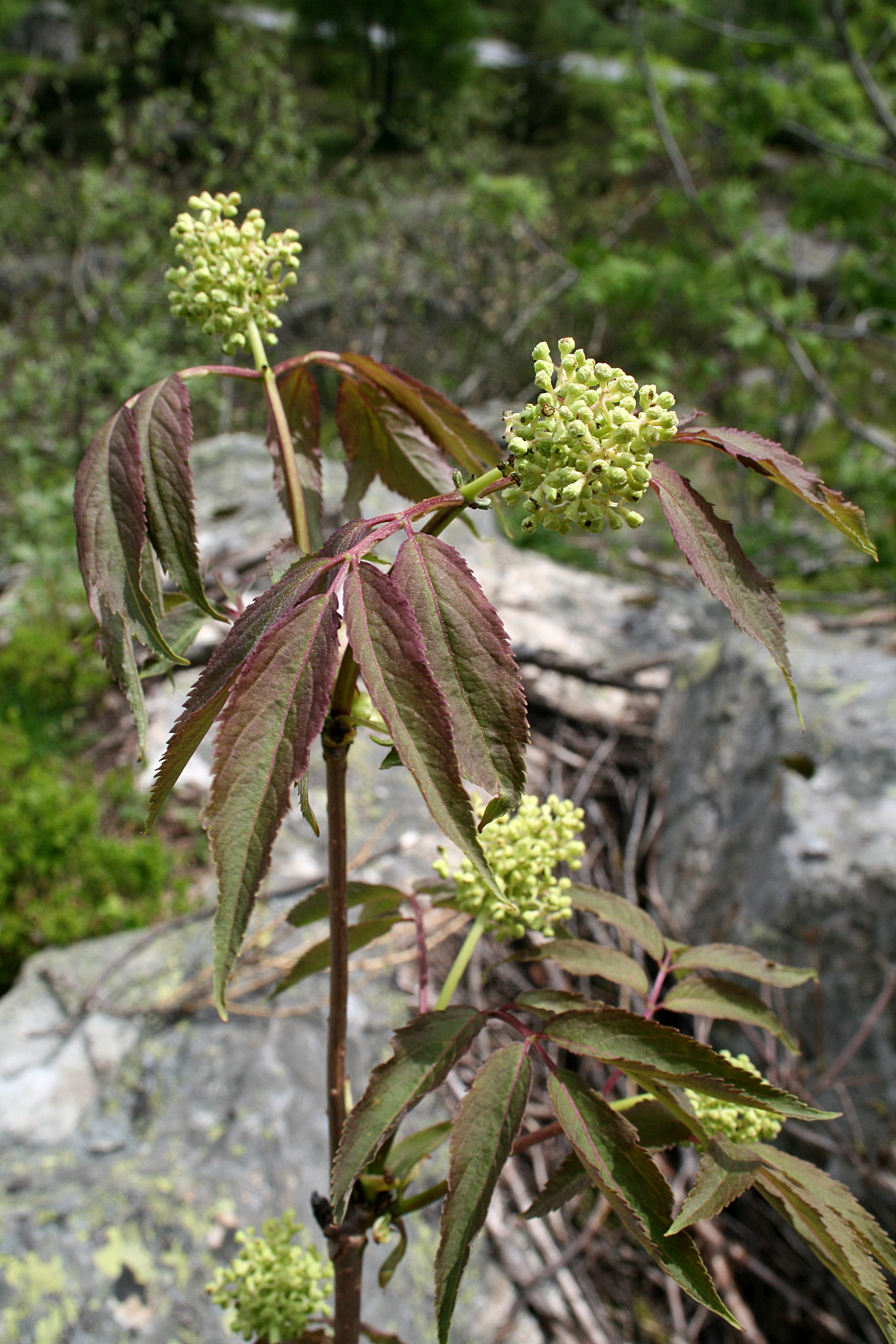
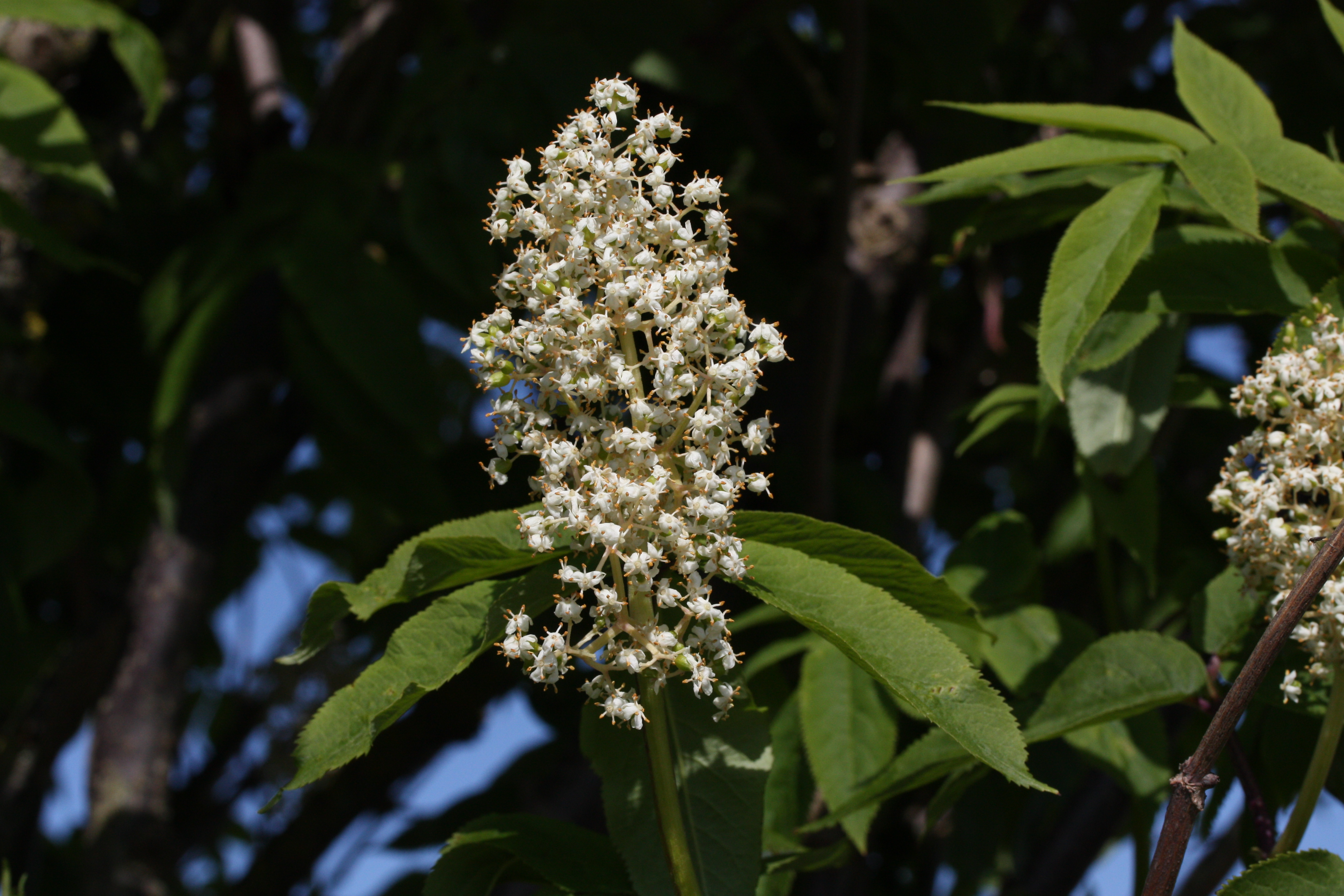
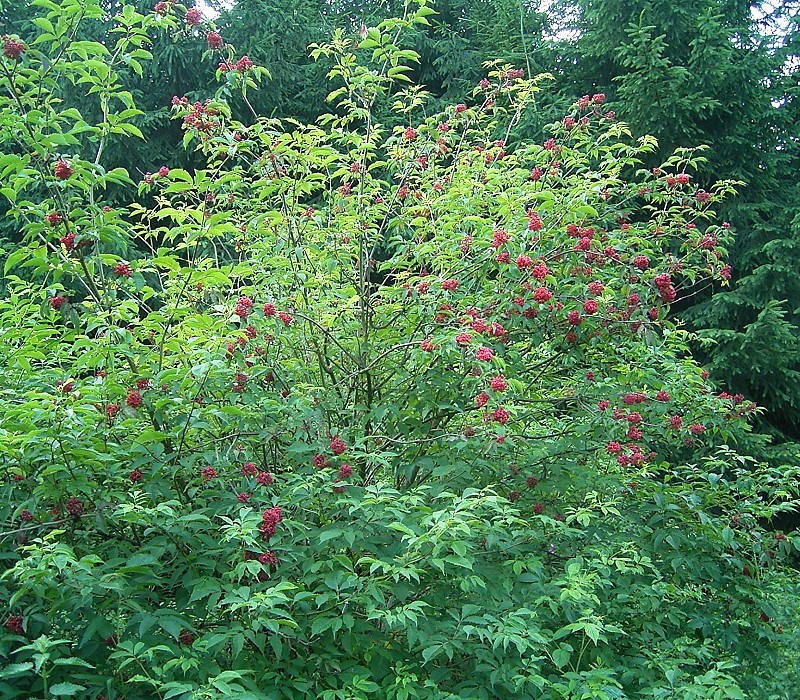